# GeForce 9
A série GeForce 9 é a nona geração da série GeForce de unidades de processamento gráfico da Nvidia, as primeiras foram lançadas em 21 de fevereiro de 2008. Os produtos são baseados em Microarquitetura Tesla adicionando suporte PCIe 2.0, cor aprimorada e compactação z e construído em um processo de 65 nm, posteriormente usando o processo de 55 nm para reduzir o consumo de energia e o tamanho do die (GeForce 8 GPUs G8x suportavam apenas PCIe 1.1 e foram construídas em processo de 90 nm ou processo de 80 nm).

## GeForce série 9300

### Geforce 9100 G
- GPU G98 de 65nm
- PCI-E x16
- barramento de 64 bits
- 4 pipelines de operações raster (ROP), 8 Shaders Unificados
- clock do núcleo de 540 MHz
- 256 MB DDR2, clock de memória de 400 MHz
- Clock de shader de 1300 MHz
- Taxa de preenchimento de 5.1 G texel/s
- Largura de banda de memória de 7,6 GB/s
- Suporta DirectX 10, SM 4.0
- Conformidade OpenGL 2.1
- Suporta tecnologia PureVideo HD de 1ª geração com decodificação VC1 parcial

### Geforce 9300 GS
Em 1º de maio de 2008, a GeForce 9300 GS foi lançada oficialmente.
- GPU G86 de 80nm
- PCI-E x16
- barramento de 64 bits
- 8 ROP, 16 shaders unificados
- clock do núcleo de 450 MHz
- 512 MB DDR2, clock de memória de 400 MHz
- Relógio de shader de 900 MHz
- Taxa de preenchimento de 3,6 Gtexels/s
- Largura de banda de memória de 6,4 GB/s
- Suporta DirectX 10, SM 4.0
- Conformidade OpenGL 2.1

## GeForce série 9400

### GeForce 9400 GT
Em 27 de agosto de 2008, a GeForce 9400 GT foi lançada oficialmente.
- GPU G96 de 65 nm
- 16 processadores de fluxo
- Núcleo de 550 MHz, com um clock de shader unificado de 1350 MHz
- Taxa de preenchimento de 4,4 Gtexels/s
- 256/512/1024 MB 800 MHz DDR2 ou 256 MB 1600 MHz GDDR3,[2] ambos com barramento de memória de 128 bits
- Largura de banda de memória de 12,8 GB/s para placas configuradas com memória DDR2 800 MHz
- Suporta DirectX 10, Shader Model 4.0, OpenGL 3.3, e PCI-Express 2.0
- Suporta tecnologia PureVideo HD de 2ª geração com decodificação VC1 parcial e tecnologia HybridPower.[3][4][5]
- Fonte de alimentação mínima de 300 watts

## GeForce série 9500

### GeForce 9500 GT

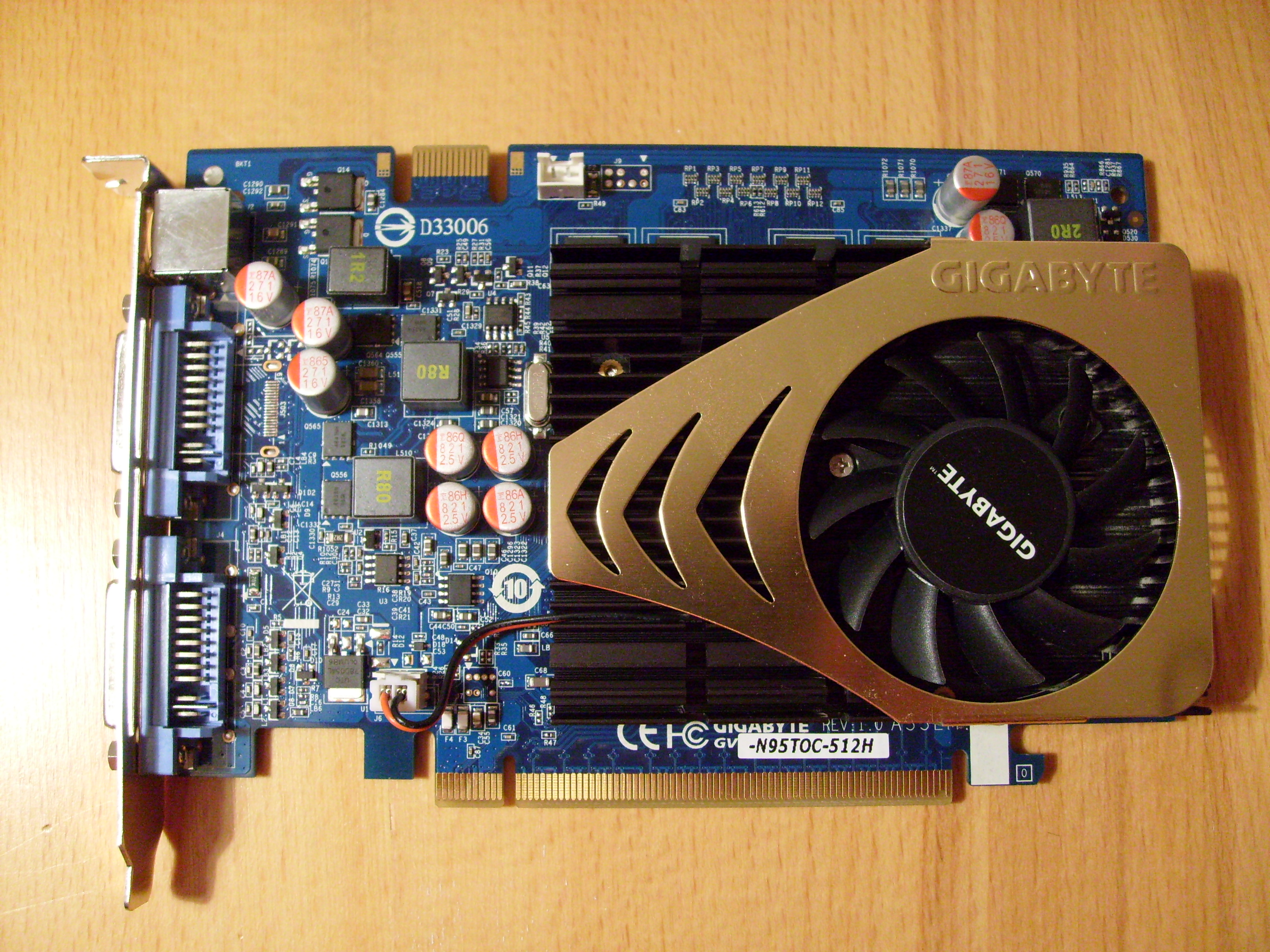
Gigabyte GeForce 9500 GT

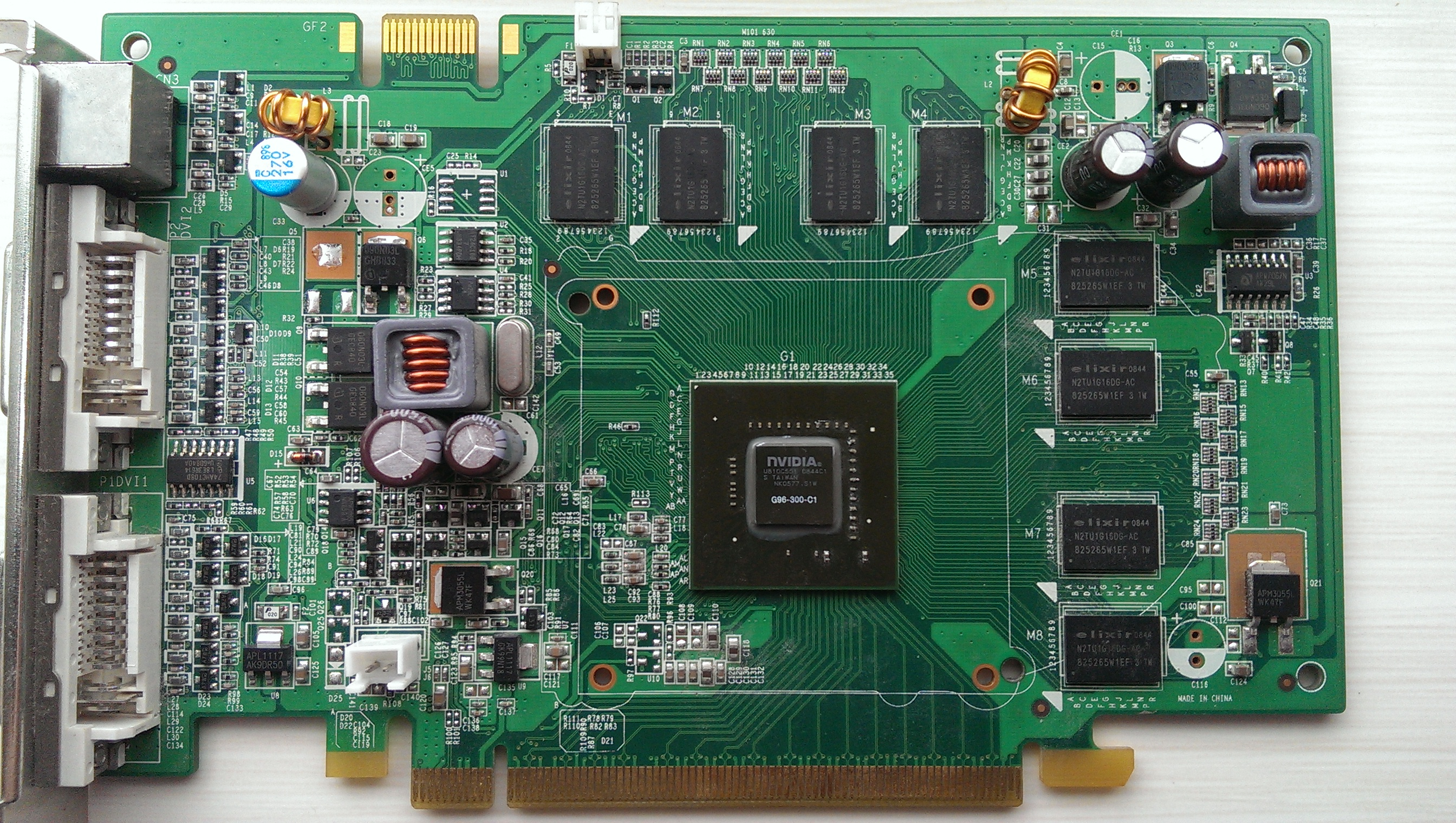
BFG GeForce 9500 GT sem dissipador de calor

Em 29 de julho de 2008, a GeForce 9500 GT foi lançada oficialmente.
- GPU G96 de 65nm
- 32 processadores stream (32 núcleos CUDA)
- 4 multiprocessadores (cada multiprocessador tem 8 núcleos)
- Núcleo de 550 MHz, com um clock de Shader Unificado de 1400 MHz
- Taxa de preenchimento de 8,8 Gtexels/s
- 256/512/1024 MB de memória GDDR3 de 1,600 MHz ou 256 MB/512 MB de memória GDDR2 de 1.000 MHz, ambos com barramento de memória de 128 bits
- Largura de banda de memória de 25,6 GB/s para placas configuradas com memória GDDR3 de 800 MHz
- Suporta DirectX 10, Shader Model 4.0, OpenGL 3.3 e PCI-Express 2.0
- Suporta tecnologia PureVideo HD de 2ª geração com decodificação VC1 parcial[6][7]
- Tecnologia pronta para NVIDIA SLI
- suporte DVI

### GeForce 9500 GS
A 9500 GS é uma placa OEM baseada na 9500 GT, mas voltada para o público mainstream.
- GPU G96 de 65nm
- 32 processadores de fluxo
- 8 unidades ROP
- Núcleo de 550 MHz, com um clock de Shader Unificado definido de 1375 MHz
- Taxa de preenchimento de 8,8 Gtexels/s
- 128/512 MB de memória DDR2 de 1000 MHz com barramento de memória de 128 bits
- Largura de banda de memória de 16,0 GB/s
- Suporta DirectX 10, Shader Model 4.0, OpenGL 3.3 e PCI-Express 2.0
- Suporta tecnologia PureVideo HD de 2ª geração com decodificação VC1 parcial
- Tecnologia pronta para NVIDIA SLI
- suporte DVI

## GeForce série 9600

### GeForce 9600 GT

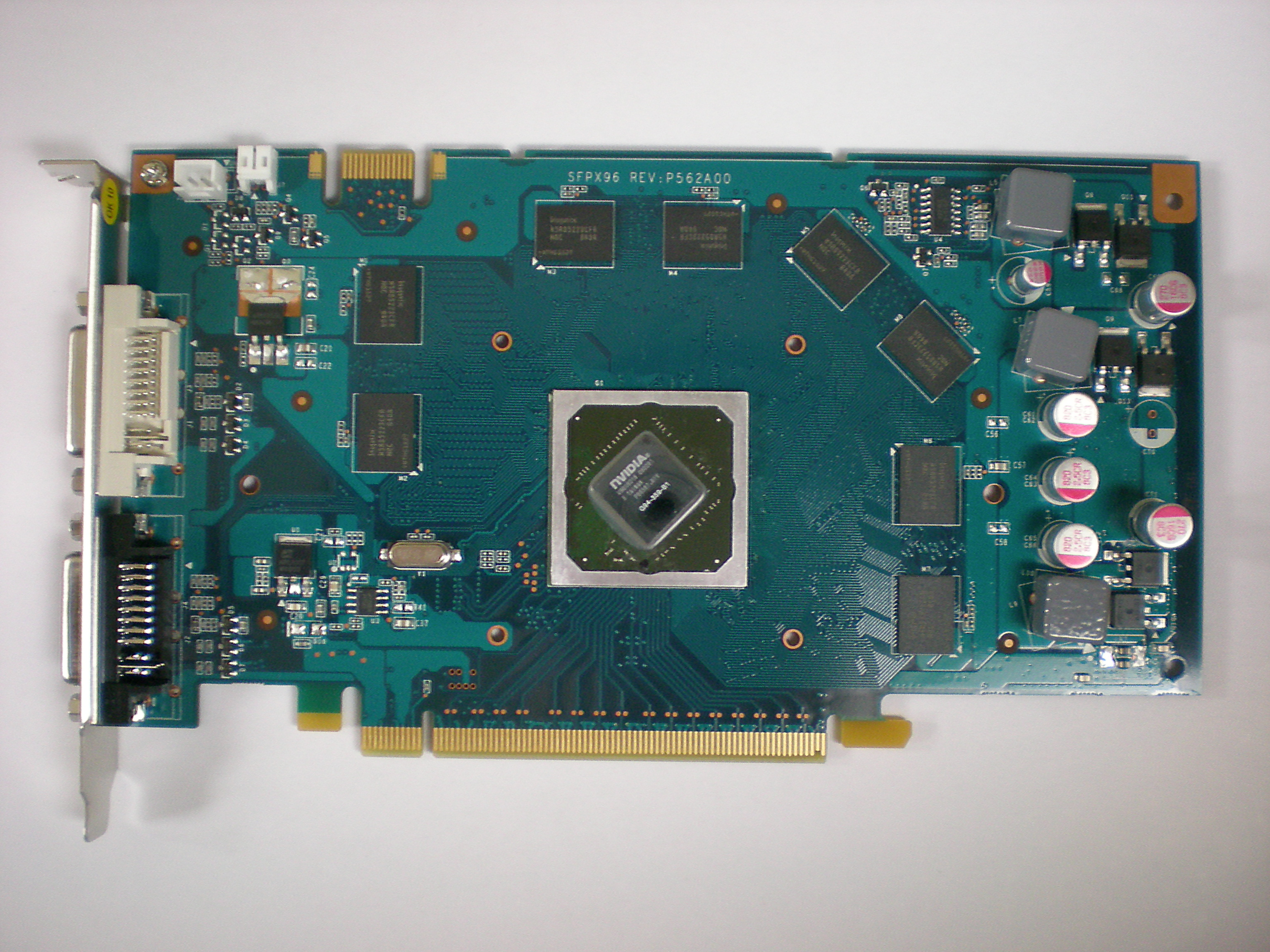
GeForce 9600 GT com cooler removido

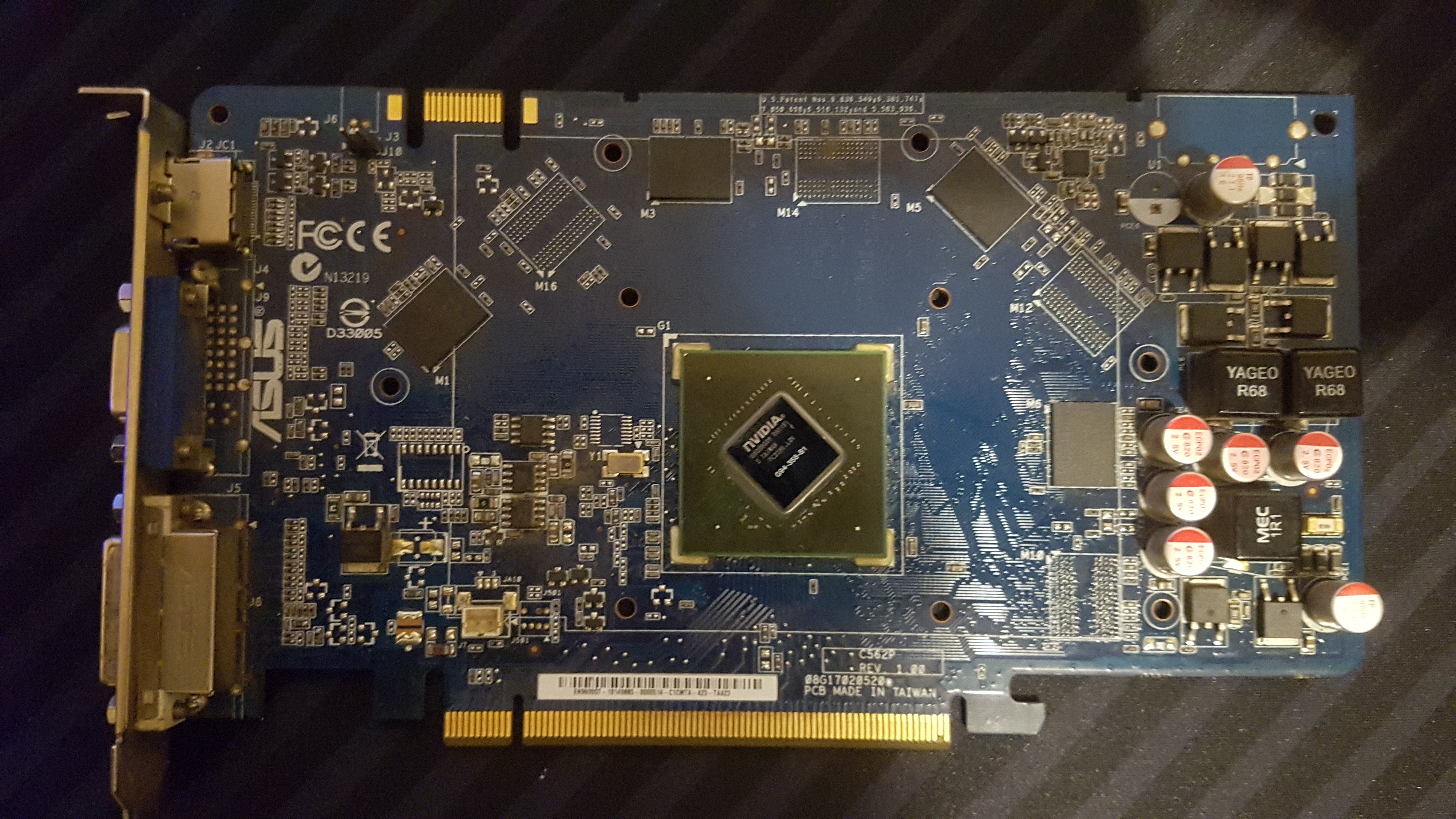
Asus Geforce 9600 GT

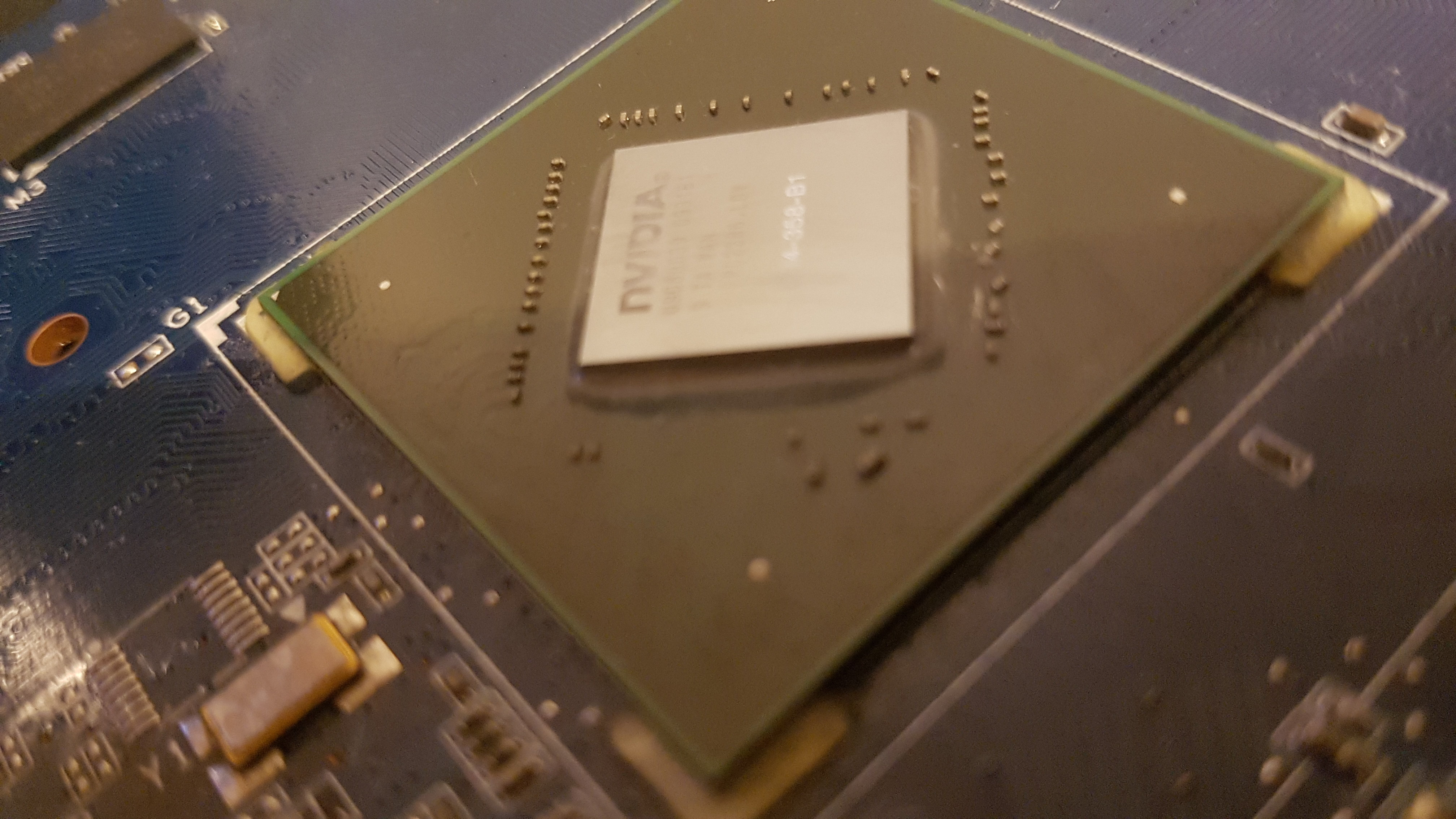
GPU Nvidia G94 em uma Geforce 9600 GT

Em 21 de fevereiro de 2008, a GeForce 9600 GT foi lançada oficialmente. Foi uma atualização de 8600 GTS.
- GPU G94 de 65nm
- 64 processadores de fluxo
- 16 unidades de operação raster (ROP), 32 unidades de endereço de textura (TA) / filtro de textura (TF)
- Taxa de preenchimento de 20,8 Gtexels/s
- Core clock de 650 MHz, com um unified shader clock de 1625 MHz
- Memória de 1008 MHz (taxa de dados de 2016 MHz), interface de 256 bits para 64,5 GB/s de largura de banda. (57,6 GB/s para configuração de 1800 MHz)
- 512–2048 MB de memória GDDR3 ou DDR2
- contagem de transistor 505M
- DirectX 10.0, Shader Model 4.0, OpenGL 2.1,[8] e PCI-Express 2.0[9]
- Suporta tecnologia PureVideo HD de segunda geração com decodificação VC1 parcial
- É compatível com HDCP, mas sua implementação depende do fabricante
- Suporta CUDA e o mecanismo de processamento de física Quantum Effects
- Quase o dobro do desempenho da placa intermediária Nvidia anterior, a GeForce 8600GTS

### GeForce 9600 GS

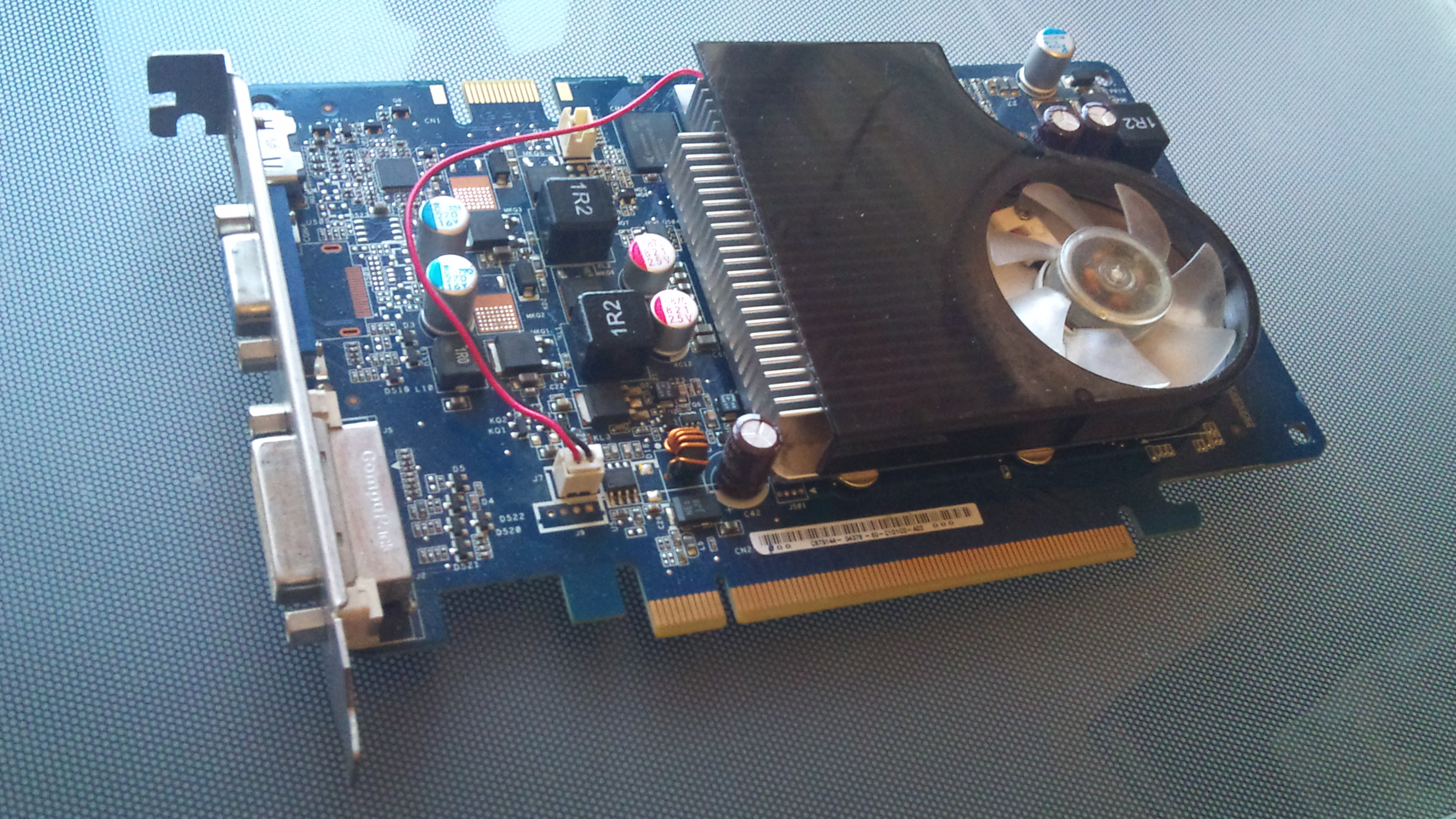
GeForce 9600GS de um computador HP; observe o conector SLI. Ao contrário do 9600GT, ele não requer uma fonte de alimentação externa PCI-Express.

A GeForce 9600GS é uma placa Hewlett Packard OEM. É baseado em um núcleo G94a com clock de 500 MHz. Possui 768 MB de memória DDR2 em um barramento de 192 bits.

### GeForce 9600 GSO
A GeForce 9600 GSO era essencialmente uma 8800 GS renomeada. Essa tática já foi vista antes em produtos como a GeForce 7900 GTO para eliminar o estoque não vendido quando ele se torna obsoleto pela próxima geração. Assim como o 8800 GS, o 9600 GSO apresenta 96 processadores stream, um clock de núcleo de 550 MHz com shaders com clock de 1.375 MHz e 384 ou 768 MB de memória com clock de 800 MHz em um barramento de memória de 192 bits. Alguns fabricantes listaram erroneamente alguns de seus modelos de 768 MB com 96 processadores de fluxo como sendo baseados no chip G94, em vez do G92.

### GeForce 9600 GSO 512
Depois de limpar o estoque antigo do 8800 GS, a Nvidia revisou a especificação com um novo núcleo e 512 MB de memória com clock de 900 MHz em um barramento de 256 bits. Para essas placas, o número de processadores de fluxo é reduzido pela metade para 48, com a frequência do núcleo aumentada para 650 MHz e a frequência do sombreador aumentada para 1625 MHz. Alguns desses cartões têm 1024 megabytes de memória enquanto ainda são um modelo 512. A versão revisada é considerada inferior em desempenho à versão antiga.

### GeForce 9600 GTX
A XFX lançou uma 9600 GTX baseada no chip G92 com 96 processadores stream, um clock de núcleo de 580 MHz, shaders de 1450 MHz e 512 MB de GDDR3 rodando a 1400 MHz em um barramento de 256 bits. Além das velocidades de clock, é funcionalmente a versão equivalente para desktop da 9800M GT.

## GeForce série 9800
A série GeForce 9800 contém as variantes GX2 (GPU dupla), GTX, GTX+ e GT.

### GeForce 9800 GX2

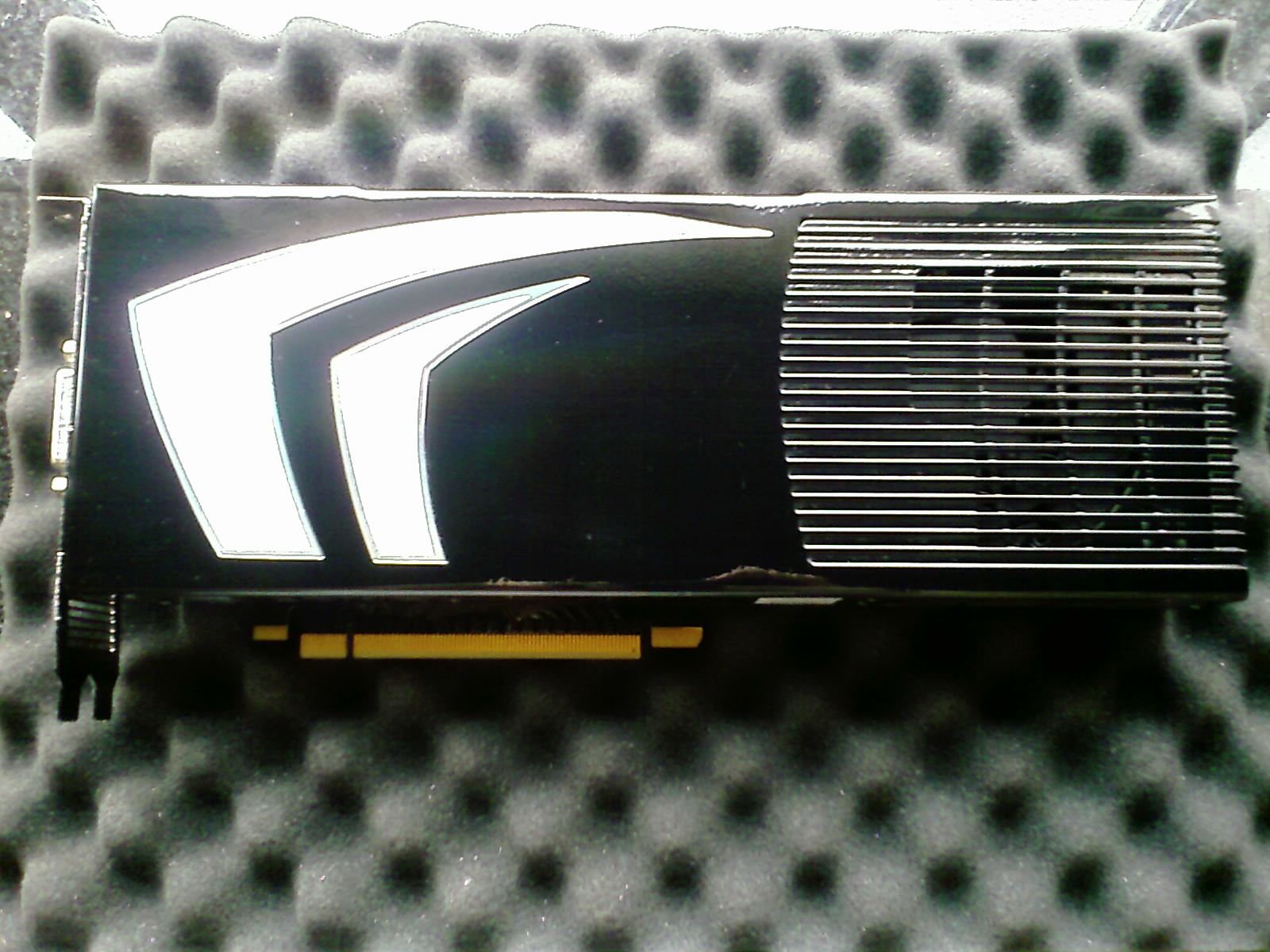
NVIDIA GeForce 9800 GX2

Em 18 de março de 2008, a GeForce 9800 GX2 foi lançada oficialmente.
A GeForce 9800 GX2 tem as seguintes especificações:
- PCBs duplos, design de GPU dupla
- Consumo de energia de 197 W[15]
- Duas GPUs de processo de 65nm, com 256 processadores de fluxo total (128 por PCB).[16]
- Suporta Quad SLI
- Placas de vídeo Power of Two GeForce 8800 GTS 512 (G92) com underclock no modo SLI
- 1 GiB (512 MiB por PCB) de memória GDDR3
- Suporta DirectX 10, Shader Model 4, OpenGL 3.3, and PCI-Express 2.0
- Suporta tecnologia PureVideo HD de 2ª geração com decodificação VC1 parcial
- As saídas incluem duas portas DVI uma saída HDMI e um conector S/PDIF integrado para roteamento de áudio através do cabo HDMI[17]
- Um conector de alimentação de 8 pinos e um de 6 pinos
- Clocks (Núcleo/Shader/Memória): 600 MHz/1500 MHz/2000 MHz[18]
- Interface de memória de 256 bits[18]
- Largura de banda de memória de 128 GB/s[18]
- Data de lançamento: 18 de março de 2008
- Preço de lançamento de US$ 666,99[19]

### GeForce 9800 GTX
Em 1 de abril de 2008, a GeForce 9800 GTX foi lançada oficialmente.
Retirado de uma folha de especificações eVGA:
- 128 CUDA cores
- Clocks (núcleo/shader/memória): 675 MHz/1688 MHz/1100 MHz
- Interface de memória de 256 bits
- 512 MB de memória GDDR3
- Largura de banda de memória de 70,4 GB/s
- Taxa de preenchimento de textura de 43,2 (bilhões/s)
- DirectX 10, Shader Model 4.0, OpenGL 3.3, e PCI-Express 2.0
- Suporta tecnologia PureVideo HD de 2ª geração com decodificação VC1 parcial
- As saídas incluem duas portas DVI, uma saída HDMI (usando Nvidia DVI para adaptador HDMI (incluído)) e S/PDIF no conector integrado para roteamento de áudio através do cabo HDMI
- Data de lançamento: 2008-04-01[21]
- Preço de lançamento de $349[22]

Em julho de 2008, a Nvidia lançou uma atualização da 9800 GTX: a 9800 GTX+ (processo de fabricação de 55 nm). Possui clocks de núcleo (738 MHz) e shader (1836 MHz) mais rápidos. Desde março de 2009 este projeto é fabricado como GeForce GTS 250.

### GeForce 9800 GT
O 9800GT é idêntico a um 8800GT, embora alguns tenham sido fabricados usando uma tecnologia de 55 nm em vez da tecnologia de 65 nm lançada no 8800GT. A versão mais recente (55 nm) suporta HybridPower enquanto a versão de 65 nm não.
ASUSTeK lançou um 9800GT com suporte Tri-SLI.
Retirado da página de detalhes do produto Nvidia.
- 112 CUDA cores
- 512–1024 MB de memória GDDR3
- Largura da interface de memória de 256 bits
- Relógio gráfico de 600 MHz
- Relógio do processador de 1500 MHz
- Relógio de memória de 900 MHz
- Taxa de preenchimento de textura de 33,6 Gtexel/s
- Largura de banda de memória de 57,6 GB/s
- Supports DirectX 10, Shader Model 4.0, OpenGL 3.3, e PCI-Express 2.0
- Suporta tecnologia PureVideo HD de 2ª geração com decodificação VC1 parcial

## Resumo técnico das GPUs Desktop G9x
- 1 Shaders Unificados: Unidades de Mapeamento de Textura: Unidades de Saída de Renderização

| Modelo                        | Ano                     | Nome de código | Fab (nm) | Transistores (milhão) | Tamanho da matriz (mm2) | interface de Barramento | Core config1 | taxa de clock | taxa de clock  | taxa de clock  | Taxa de preenchimento | Taxa de preenchimento | Memória                       | Memória                 | Memória            | Memória                     | Suporte API (versão) | Suporte API (versão) | Suporte API (versão) | Poder de processamento G FLOPs | TDP (watts) | Comentários                                                                          |
| Modelo                        | Ano                     | Nome de código | Fab (nm) | Transistores (milhão) | Tamanho da matriz (mm2) | interface de Barramento | Core config1 | Core (MHz)    | Shader (MHz)   | Memória (MHz)  | Pixel (GP/s)          | Textura (GT/s)        | Tamanho (MB)                  | largura de banda (GB/s) | Tipo de barramento | Largura de barramento (bit) | DirectX              | OpenGL               | Vulkan               | Poder de processamento G FLOPs | TDP (watts) | Comentários                                                                          |
| ----------------------------- | ----------------------- | -------------- | -------- | --------------------- | ----------------------- | ----------------------- | ------------ | ------------- | -------------- | -------------- | --------------------- | --------------------- | ----------------------------- | ----------------------- | ------------------ | --------------------------- | -------------------- | -------------------- | -------------------- | ------------------------------ | ----------- | ------------------------------------------------------------------------------------ |
| GeForce 9300 mGPU             | outubro de 2008         | MCP7A-S        | 65       | 282                   | 162                     | PCIe 2.0 x16            | 16:8:4       | 450           | 1200           | 800 1333       | 1.8                   | 3.6                   | Até 512 da memória do sistema | 6.4/12.8 10.664/21.328  | DDR2 DDR3          | 64/128                      | 10.0                 | 3.3                  | —                    | 57.6                           |             | baseado em 8400 GS                                                                   |
| GeForce 9400 mGPU             | outubro de 2008         | MCP7A-U        | 65       | 282                   | 162                     | PCIe 2.0 x16            | 16:8:4       | 580           | 1400           | 800 1333       | 2.32                  | 4.64                  | Até 512 da memória do sistema | 6.4/12.8 10.664/21.328  | DDR2 DDR3          | 64/128                      | 10.0                 | 3.3                  | —                    | 67.2                           | 12          | baseado em 8400 GS                                                                   |
| GeForce 9300 GE               | junho de 2008           | G98            | 65       | ?                     | 86                      | PCIe 2.0 x16            | 8:8:4        | 540           | 1300           | 500            | 2.16                  | 4.3                   | 256                           | 8                       | DDR2               | 64                          | 10.0                 | 3.3                  | —                    | 31.2                           | 25          |                                                                                      |
| GeForce 9300 GS               | junho de 2008           | G98            | 65       | ?                     | 86                      | PCIe 2.0 x16            | 8:8:4        | 567           | 1400           | 500            | 2.268                 | 4.5                   | 512                           | 8                       | DDR2               | 64                          | 10.0                 | 3.3                  | —                    | 33.6                           | ??          |                                                                                      |
| GeForce 9400 GT               | 27 de agosto de 2008    | G96a/b         | 65/55    | 314                   | 144                     | PCIe 2.0 x16, PCI       | 16:8:4       | 550           | 1400           | 800 1600       | 2.2                   | 4.4                   | 256, 512, 1024                | 12.8 25.6               | GDDR2 GDDR3        | 128                         | 10.0                 | 3.3                  | —                    | 67.2                           | 50          |                                                                                      |
| GeForce 9500 GT               | 29 de julho de 2008     | G96a/b         | 65/55    | 314                   | 144                     | PCIe 2.0 x16, PCI       | 32:16:8      | 550           | 1400           | 1000 1600      | 4.4                   | 8.8                   | 256, 512, 1024                | 16.0 25.6               | DDR2 GDDR3         | 128                         | 10.0                 | 3.3                  | —                    | 134.4                          | 50          |                                                                                      |
| GeForce 9600 GSO              | maio de 2008            | G92            | 65       | 754                   | 324                     | PCIe 2.0 x16            | 96:48:12     | 550           | 1375           | 1600           | 6.6                   | 26.4                  | 384, 768, 1536                | 38.4                    | GDDR3              | 192                         | 10.0                 | 3.3                  | —                    | 396                            | 84          |                                                                                      |
| GeForce 9600 GSO 512          | outubro de 2008         | G94a/b         | 65/55    | 505                   | 240/196?                | PCIe 2.0 x16            | 48:24:16     | 650           | 1625           | 1800           | 10.4                  | 15.6                  | 512                           | 57.6                    | GDDR3              | 256                         | 10.0                 | 3.3                  | —                    | 234                            | 90          |                                                                                      |
| GeForce 9600 GT Green Edition | 2009                    | G94b           | 55       | 505                   | 196?                    | PCIe 2.0 x16            | 64:32:16     | 600 625       | 1500 1625      | 1400/1800 1800 | 9.6 10                | 19.2 20               | 512, 1024                     | 44.8/57.6 57.6          | GDDR3              | 256                         | 10.0                 | 3.3                  | —                    | 288 312                        | 59          | Core Voltage 1.0V                                                                    |
| GeForce 9600 GT               | 21 de fevereiro de 2008 | G94a/b         | 65/55    | 505                   | 240/196?                | PCIe 2.0 x16            | 64:32:16     | 650           | 1625           | 1800           | 10.4                  | 20.8                  | 512, 1024, 2048               | 57.6                    | GDDR3              | 256                         | 10.0                 | 3.3                  | —                    | 312                            | 95          |                                                                                      |
| GeForce 9800 GT Green Edition | 2009                    | G92b           | 55       | 754                   | 260                     | PCIe 2.0 x16            | 112:56:16    | 550           | 1375           | 1400 1600 1800 | 8.8                   | 30.8                  | 512, 1024                     | 44.8 51.2 57.6          | GDDR3              | 256                         | 10.0                 | 3.3                  | —                    | 462                            | 75          | Core Voltage 1.0V                                                                    |
| GeForce 9800 GT               | julho de 2008           | G92a/b/a2      | 65/55/65 | 754                   | 324/260/324             | PCIe 2.0 x16            | 112:56:16    | 600/600/550   | 1500/1500/1375 | 1800           | 9.6                   | 33.6                  | 512, 1024                     | 57.6                    | GDDR3              | 256                         | 10.0                 | 3.3                  | —                    | 504/504/465                    | 125/105/75  | Alguns cartões de 65 nm são renomeados como cartões 8800 GT. G92a2 Core Voltage 1.0V |
| GeForce 9800 GTX              | 1 de abril de 2008      | G92            | 65       | 754                   | 324                     | PCIe 2.0 x16            | 128:64:16    | 675           | 1688           | 2200           | 10.8                  | 43.2                  | 512                           | 70.4                    | GDDR3              | 256                         | 10.0                 | 3.3                  | —                    | 648.192                        | 140         |                                                                                      |
| GeForce 9800 GTX+             | 16 de julho de 2008     | G92b           | 55       | 754                   | 260                     | PCIe 2.0 x16            | 128:64:16    | 738           | 1836           | 2200           | 11.808                | 47.232                | 512, 1024                     | 70.4                    | GDDR3              | 256                         | 10.0                 | 3.3                  | —                    | 705.024                        | 141         |                                                                                      |
| GeForce 9800 GX2              | 18 de março de 2008     | 2× G92         | 65       | 2× 754                | 2× 324                  | PCIe 2.0 x16            | 2× 128:64:16 | 600           | 1500           | 2000           | 2× 9.6                | 2× 38.4               | 2× 512                        | 2× 64.0                 | GDDR3              | 2× 256                      | 10.0                 | 3.3                  | —                    | 2× 576                         | 197         |                                                                                      |
| Modelo                        | Ano                     | Nome de código | Fab (nm) | Transistores (milhão) | Tamanho da matriz (mm2) | interface de Barramento | Core config1 | Core (MHz)    | Shader (MHz)   | Memória (MHz)  | Pixel (GP/s)          | Textura (GT/s)        | Tamanho (MiB)                 | largura de banda (GB/s) | Tipo de barramento | Largura de barramento (bit) | DirectX              | OpenGL               | Vulkan               | Poder de processamento G FLOPs | TDP (watts) | Comentários                                                                          |

### Recursos
- Capacidade de computação: 1.1 tem suporte para funções atômicas, que são usadas para escrever programas thread-safe.

| Modelo                | Características               | Características                                  | Características                                  |
| Modelo                | Scalable Link Interface (SLI) | PureVideo 2 com VP2, BSP Engine, e AES128 Engine | PureVideo 3 com VP3, BSP Engine, e AES128 Engine |
| --------------------- | ----------------------------- | ------------------------------------------------ | ------------------------------------------------ |
| GeForce 9300 GE (G98) | Sim                           | Não                                              | Sim                                              |
| GeForce 9300 GS (G98) | Sim                           | Não                                              | Sim                                              |
| GeForce 9400 GT       | Sim                           | Sim                                              | Não                                              |
| GeForce 9500 GT       | Sim                           | Sim                                              | Não                                              |
| GeForce 9600 GSO      | Sim                           | Sim                                              | Não                                              |
| GeForce 9600 GT       | Sim                           | Sim                                              | Não                                              |
| GeForce 9800 GT       | Sim                           | Sim                                              | Não                                              |
| GeForce 9800 GTX      | · 3-vias                      | Sim                                              | Não                                              |
| GeForce 9800 GTX+     | · 3-vias                      | Sim                                              | Não                                              |
| GeForce 9800 GX2      | Sim                           | Sim                                              | Não                                              |

## GeForce série 9M
Todas as unidades de processamento gráfico da série GeForce 9M apresentam:
- Maior desempenho para consumo de energia semelhante em comparação com a série GeForce 8M para notebooks de médio e médio porte
- Compatibilidade com DirectX 10.0 e OpenGL 3.3
- Antialiasing 16X e conectividade PCI-Express 2.0
- Decodificação de hardware Full HD DVD / Blu-ray

### 9100M G
- 1 TMU por pipeline
- 4 ROPs
- 8 processadores de fluxo
- 16 (v4.0) shader unificado
- 26 GigaFLOPS
- clock do núcleo de 450 MHz
- Relógio de shader de 1100 MHz
- Relógio RAMDAC integrado a 400 MHz
- O clock da memória depende da memória do sistema
- Até 256 MB de memória compartilhada, 512 MB com Turbo Cache no Windows XP
- Interface de memória de 64 bits (modo de canal único) / interface de memória de 128 bits (modo de canal duplo)
- A largura de banda da memória depende da memória do sistema
- Taxa de preenchimento de textura de 1,8 Gtexels/s
- (Especificação baseada no Acer Aspire 4530 usando EVEREST Ultimate Edition Versão 4.60.1500PX e TechPowerUp GPU-Z v0.4.6)[27]

### 9200M GS
- 8 processadores de fluxo
- clock do núcleo de 529 MHz
- Clock de shader de 1300 MHz
- Clock de memória de 400 MHz
- Até 256MB de memória
- Interface de memória de 64 bits
- Largura de banda de memória de 6,4 GB/s
- Taxa de preenchimento de pixel de 27,1 Gpixel/s
- Taxa de preenchimento de textura de 4,2 Gtexel/s[28]

### 9300M G
- 16 processadores de fluxo
- clock do núcleo de 400 MHz
- Clock de shader de 800 MHz
- Clock de memória de 600 MHz
- Até 512 MB de memória
- Interface de memória de 64 bits
- Largura de banda de memória de 1,8 GB/s
- Taxa de preenchimento de textura de 3,2 Gtexels/s

### 9300M GS
- 8 processadores de fluxo
- clock do núcleo de 580 MHz
- Clock de shader de 1450 MHz
- Clock de memória de 800 MHz
- Até 512 MB de memória
- Interface de memória de 64 bits
- Largura de banda de memória de 6,9 GB/s
- Taxa de preenchimento de textura de 4,6 Gtexels/s

### 9400M G
- 16 processadores de fluxo
- O clock da memória depende da memória do sistema
- Interface de memória de 64 bits (modo de canal único) / interface de memória de 128 bits (modo de canal duplo)
- A largura de banda da memória depende da memória do sistema
- Taxa de preenchimento de textura de 3,6 Gtexels/s

### 9500M G
- 16 processadores de fluxo
- clock do núcleo de 500 MHz
- Clock de shader de 1250 MHz
- Clock de memória de 800 MHz
- Até 1024 MB de memória
- Interface de memória de 128 bits
- Largura de banda de memória de 25,6 GB/s
- Taxa de preenchimento de textura de 4,0 Gtexels/s

### 9500M GS
- 32 processadores de fluxo
- clock do núcleo de 475 MHz
- Clock de shader de 950 MHz
- Clock de memória de 700 MHz
- Até 512 MB de memória
- Interface de memória de 128 bits
- Largura de banda de memória de 22,4 GB/s
- Taxa de preenchimento de textura de 7,6 Gtexels/s

### 9600M GS
- 064A/8 core (G96)
- 32 processadores de fluxo
- clock do núcleo de 430 MHz
- Clock de shader de 1075 MHz
- Clock de memória de 800/1600 MHz (efetivo)
- Até 1024 MB de memória
- Interface de memória de 128 bits
- Largura de banda de memória de 12,8 GB/s (com tipo DDR2) ou 25,6 GB/s (com tipo GDDR3)
- Taxa de preenchimento de textura de 6,8 Gtexels/s
- 103 GigaFLOPS

### 9600M GT
- 32 processadores de fluxo
- clock do núcleo de 500 MHz
- Clock de shader de 1250 MHz
- Clock de memória de 800 MHz
- Até 1024 MB de memória
- Interface de memória de 128 bits
- Largura de banda de memória de 25,6 GB/s
- Taxa de preenchimento de textura de 8,0 Gtexels/s

### 9650M GT
- G96 core (65/55 nm)
- 32 processadores de fluxo
- clock do núcleo de 550 MHz
- Clock de shader de 1325 MHz
- Clock de memória de 800 MHz
- Até 1024 MB de memória
- Interface de memória de 128 bits
- Largura de banda de memória de 25,6 GB/s
- Taxa de preenchimento de textura de 8,8 Gtexels/s

### 9700M GT
- G96 core
- 32 processadores de fluxo
- clock do núcleo de 625 MHz
- Clock de shader de 1550 MHz
- Clock de memória de 800 MHz
- Interface de memória de 128 bits
- Largura de banda de memória de 25,6 GB/s
- Taxa de preenchimento de textura de 10,0 Gtexels/s
- 148,8 GigaFLOPS

### 9700M GTS
- G94 core
- 48 processadores de fluxo
- clock do núcleo de 530 MHz
- Clock de shader de 1325 MHz
- Clock de memória de 800 MHz
- Interface de memória de 256 bits
- Largura de banda de memória de 51,2 GB/s
- Taxa de preenchimento de textura de 12,7 Gtexels/s
- 190,8 GigaFLOPS

### 9800M GS
- G94 core
- 64 processadores de fluxo
- clock do núcleo de 530 MHz
- Clock de shader de 1325 MHz
- Clock de memória de 800 MHz
- Interface de memória de 256 bits
- Largura de banda de memória de 51,2 GB/s
- Taxa de preenchimento de textura de 17,0 Gtexels/s
- 254 GigaFLOPS

### 9800M GTS
- G94 core
- 64 processadores de fluxo
- clock do núcleo de 600 MHz
- Clock de shader de 1500 MHz
- Clock de memória de 800 MHz
- Interface de memória de 256 bits
- Largura de banda de memória de 51,2 GB/s
- Taxa de preenchimento de textura de 19,2 Gtexels/s
- 288 GigaFLOPS

### 9800M GT
- G94 core
- 96 processadores de fluxo
- clock do núcleo de 500 MHz
- Relógio de shader de 1250 MHz
- Relógio de memória de 800 MHz
- Interface de memória de 256 bits
- Largura de banda de memória de 51,2 GB/s
- Taxa de preenchimento de textura de 24,0 Gtexels/s
- 360 GigaFLOPS

### 9800M GTX
- G92 core
- 112 processadores de fluxo
- clock do núcleo de 500 MHz
- Relógio de shader de 1250 MHz
- Relógio de memória de 800 MHz
- Interface de memória de 256 bits
- Largura de banda de memória de 51,2 GB/s
- Taxa de preenchimento de textura de 28,0 Gtexels/s
- 420 GigaFLOPS

### Resumo técnico
| Modelo            | Data de lançamento | Nome de código  | Interface | Fab (nm) | Clock máx. do núcloe (MHz) | Taxa de preenchimento de pico | Taxa de preenchimento de pico | Taxa de preenchimento de pico   | Taxa de preenchimento de pico | Shaders    | Shaders     | Memória                        | Memória       | Memória                        | Memória                        | Memória                        | Unidades de textura | Operadores Raster | Consumo de energia (Watts) | Contagem de transistores (milhões) | Taxa de processamento de shader teórica (GigaFLOPS) |
| Modelo            | Data de lançamento | Nome de código  | Interface | Fab (nm) | Clock máx. do núcloe (MHz) | Bilhões de pixel/s            | Bilhões de texel/s bilinear   | Bilhões bilineares FP16 texel/s | Bilhões FP32 pixel/s          | CUDA cores | Clock (MHz) | Largura de banda máxima (GB/s) | Tipo DRAM     | Largura de barramento (bit)    | Tamanho (MB)                   | Clock DDR efetivo (MHz)        | Unidades de textura | Operadores Raster | Consumo de energia (Watts) | Contagem de transistores (milhões) | Taxa de processamento de shader teórica (GigaFLOPS) |
| ----------------- | ------------------ | --------------- | --------- | -------- | -------------------------- | ----------------------------- | ----------------------------- | ------------------------------- | ----------------------------- | ---------- | ----------- | ------------------------------ | ------------- | ------------------------------ | ------------------------------ | ------------------------------ | ------------------- | ----------------- | -------------------------- | ---------------------------------- | --------------------------------------------------- |
| GeForce 9100M G   | ?                  | MCP77MH MCP79MH | PCI       | 65       | 450                        | ?                             | ?                             | ?                               | ?                             | 8          | 1080        | 21GB/s                         | DDR2 from RAM | depende da configuração da RAM | depende da configuração da RAM | depende da configuração da RAM | ?                   | 4                 | ?                          | ?                                  | 26                                                  |
| GeForce 9200M GS  |                    | G98             |           | 65       | 530                        |                               | ?                             | ?                               | ?                             | 8          | 1300        |                                | GDDR2 GDDR3   |                                | 256                            |                                | ?                   | ?                 | ?                          | ?                                  | 31                                                  |
| GeForce 9300M G   |                    | G98             |           | 65       | 400                        | ?                             | 3.2                           | ?                               | ?                             | 16         | 800         | 9.6                            |               | 64                             | 256                            | 1200 (600)                     | ?                   | ?                 | ?                          | ?                                  | 38                                                  |
| GeForce 9300M GS  |                    | G98             |           | 65       | ?                          | ?                             | ?                             | ?                               | ?                             | 16         | 1400        | ?                              | GDDR2 GDDR3   | 64                             | 256                            | 1400 (700)                     | ?                   | ?                 | ?                          | ?                                  | 34                                                  |
| GeForce 9400M G   |                    | MCP79MX         |           | 65       | 450                        | ?                             | ?                             | ?                               | ?                             | 16         | 1100        | ?                              |               | 128                            |                                |                                | ?                   | ?                 | 12                         | 282                                | 54                                                  |
| GeForce 9500M G   |                    |                 |           | 65       | ?                          | ?                             | ?                             | ?                               | ?                             | 16         | 1250        | ?                              | GDDR2 GDDR3   | 128                            | 256, 512, 1024                 | 1600 (800)                     | ?                   | ?                 | ?                          | ?                                  | 60                                                  |
| GeForce 9500M GS  |                    | G84             |           | 65       | 479                        | ?                             | 7.6                           | ?                               | ?                             | 32         | 950         | 22.4                           |               | 128                            | 512                            | 1400 (700)                     | ?                   | 8                 | ?                          | 289                                | ?                                                   |
| GeForce 9600M GS  |                    | G96             |           | 65       | 430                        | ?                             | ?                             | ?                               | ?                             | 32         | 1075        | 25.3                           | GDDR2 GDDR3   | 128                            | 1024                           | 1600 (800)                     | ?                   | ?                 | ?                          | 314                                | 103                                                 |
| GeForce 9600M GT  |                    | G96             |           | 65       | 500                        | ?                             | ?                             | ?                               | ?                             | 32         | 1250        | ?                              | GDDR2 GDDR3   | 128                            | 256, 512, 1024                 | 1600 (800)                     | ?                   | ?                 | 23                         | 314                                | 120                                                 |
| GeForce 9650M GS  |                    |                 |           | 65       | 625                        | ?                             | 10                            | ?                               | ?                             | 32         | 1250        | 25.6                           |               | 128                            | 512                            | 1600 (800)                     | ?                   | ?                 | 29                         | 289                                | 120                                                 |
| GeForce 9700M GT  |                    | G96             |           |          | 625                        | ?                             | 10                            | ?                               | ?                             | 32         | 1550        | 25.6                           | GDDR3         | 128                            | 512                            | 1600 (800)                     | ?                   | ?                 | ?                          | ?                                  | 148.8                                               |
| GeForce 9700M GTS |                    | G94             |           |          | 530                        | ?                             | 12.7                          | ?                               | ?                             | 48         | 1325        | 51.2                           |               | 256                            | ?                              | 1600 (800)                     | ?                   | ?                 | ?                          | ?                                  | 190.8                                               |
| GeForce 9800M GTS |                    | G94             |           |          | 600                        | ?                             | 19.2                          | ?                               | ?                             | 64         | 1500        | 51.2                           |               | 256                            | 512                            | 1600 (800)                     | ?                   | ?                 | ?                          | ?                                  | 288                                                 |
| GeForce 9800M GT  |                    | G94             |           |          | 500                        | ?                             | 24                            | ?                               | ?                             | 96         | 1250        | 51.2                           |               | 256                            | 512                            | 1600 (800)                     | ?                   | ?                 | ?                          | ?                                  | 360                                                 |
| GeForce 9800M GTX |                    | G92             |           |          | 500                        | ?                             | 28.0                          | ?                               | ?                             | 112        | 1375        | 51.2                           |               | 256                            | 512                            | 1600 (800)                     | ?                   | 75                | ?                          | ?                                  | 420                                                 |

## Suporte descontinuado
A NVIDIA encerrou o suporte de driver para a série GeForce 9 em 1º de abril de 2016.
- Windows XP 32-bit & Media Center Edition: versão 340.52 lançada em 29 de julho de 2014; Download
- Windows XP 64-bit: versão 340.52 lançada em 29 de julho de 2014; Download
- Windows Vista, 7, 8, 8.1 32-bit: versão 342.01 (WHQL) lançada em 14 de dezembro de 2016; Download
- Windows Vista, 7, 8, 8.1 64-bit: versão 342.01 (WHQL) lançada em 14 de dezembro de 2016; Download
- Windows 10, 32-bit: versão 342.01 (WHQL) lançada em 14 de dezembro de 2016; Download
- Windows 10, 64-bit: versão 342.01 (WHQL) lançada em 14 de dezembro de 2016; Download